# Крістофер Кліленд Шахт
Крістофер Кліленд Шахт (англ. Chris Schacht) (народився 6 грудня 1946 року) —  австралійський політичний діяч та член Південно-австралійського відділення Австралійської робочої партії (АЛП). Він народився в Мельбурні та здобув освіту в Університеті Аделаїди та Wattle Park Teachers College.

## Кар'єра
Політична кар'єра Шахта розпочалася як державна партійна посада 1969 року в епоху Дон Данстана. У 1987 році він увійшов до федерального парламенту як сенатор для Південної Австралії від лейбористської партії. Він був міністром з питань інновацій, промисловості, науки і досліджень (Австралія), міністром науки та міністром малого бізнесу, незалежних підрядників та службової економіки (Австралія), а також міністром, який допомагає прем'єр-міністру Для науки в Кейтс Лейбл Уряді з березня 1993 року по березень 1994 року, а потім міністром малого бізнесу,  митниці та  будівництва до поразки робочої партії на виборах 1996 р. Він залишив парламент у червні 2002 року через 15 років роботи сенатором і 33 роки в політиці Австралії.